# بيسي كلايتون
بيسي كلايتون (بالإنجليزية: Bessie Clayton)‏ هي راقصة باليه أمريكية، ولدت في 1875 في فيلادلفيا في الولايات المتحدة، وتوفيت في 16 يوليو 1948 في لونغ برانش في الولايات المتحدة.

## وصلات خارجية
- بيسي كلايتون على موقع قاعدة بيانات برودواي على الإنترنت (الإنجليزية)